# Jindřichov (powiat Przerów)
Jindřichov – miejscowość i gmina (obec) w Czechach, w kraju ołomunieckim, w powiecie Przerów. W 2022 roku liczyła 480 mieszkańców.